# Nektariusz
Nektariusz – imię greckie.
Znane osoby o tym imieniu:
- Nektariusz z Eginy – święty prawosławny
- Nektariusz (Kellis)
- Nektariusz Kazański
- Nektariusz Bieżecki
- Nektariusz z Optiny